# Romanu
Romanu – wieś w Rumunii, w okręgu Braiła, w gminie Romanu. W 2011 roku liczyła 1357 mieszkańców.